# Степанки (Барский район)
Степанки (укр. Степанки) — село на Украине, находится в Барском районе Винницкой области.
Код КОАТУУ — 0520283006. Население по переписи 2001 года составляет 405 человек. Почтовый индекс — 23034. Телефонный код — 4341.
Занимает площадь 24,4 км².

## История
В 1993 году селу возвращено историческое название
В селе действует храм Святителя Николая Чудотворца Барского благочиния Винницкой и Барской епархии Украинской православной церкви.

## Происхождение названия
Село было названо в честь праздника весны и труда Первомая, отмечаемого в различных странах 1 мая; в СССР он назывался Международным днём солидарности трудящихся.
На территории Украинской ССР имелись 50 населённых населённых пунктов с названием Першотравневое и 27 — с названием Первомайское.

## Адрес местного совета
23034, Винницкая область, Барский р-н, с. Мальчевцы, тел. 37-12-3